# إيوان موراي
إيوان موراي (بالإنجليزية: Euan Murray) (20 يناير 1994 في المملكة المتحدة - ) هو لاعب كرة قدم بريطاني في مركز الدفاع. لعب مع نادي ماذرويل ونادي كلايد ونادي ستنهاوسموير ونادي اربوراث وWestern United FC (Solomon Islands) ‏.

## وصلات خارجية
- إيوان موراي على موقع الاتحاد الإسكتلندي (الإنجليزية)
- إيوان موراي على موقع قاعدة بيانات كرة القدم.إي يو (الإنجليزية)
- إيوان موراي على موقع Soccerbase.com (لاعب) (الإنجليزية)
- إيوان موراي على موقع Soccerway.com (الإنجليزية)